# Mont Tcherski
Pour les articles homonymes, voir Tcherski (homonymie).
Ne doit pas être confondu avec Monts Tcherski.
Le mont Tcherski est un sommet de Russie qui constitue avec 2 588 mètres d'altitude le point culminant des monts Baïkal, dans l'Est du pays, en Sibérie.